# یوشیمار یوتون
ویکتور یوشیمار یوتون فلورس (اسپانیایی: Víctor Yoshimar Yotún Flores‎؛ زادهٔ ۷ آوریل ۱۹۹۰) بازیکن فوتبال اهل پرو است.
از باشگاه‌هایی که در آن بازی کرده‌است می‌توان به واسکو دوگاما، مالمو، اورلاندو سیتی، و کروز آزول اشاره کرد.
وی همچنین در تیم ملی فوتبال پرو بازی کرده‌است.